# Pics d'Europe

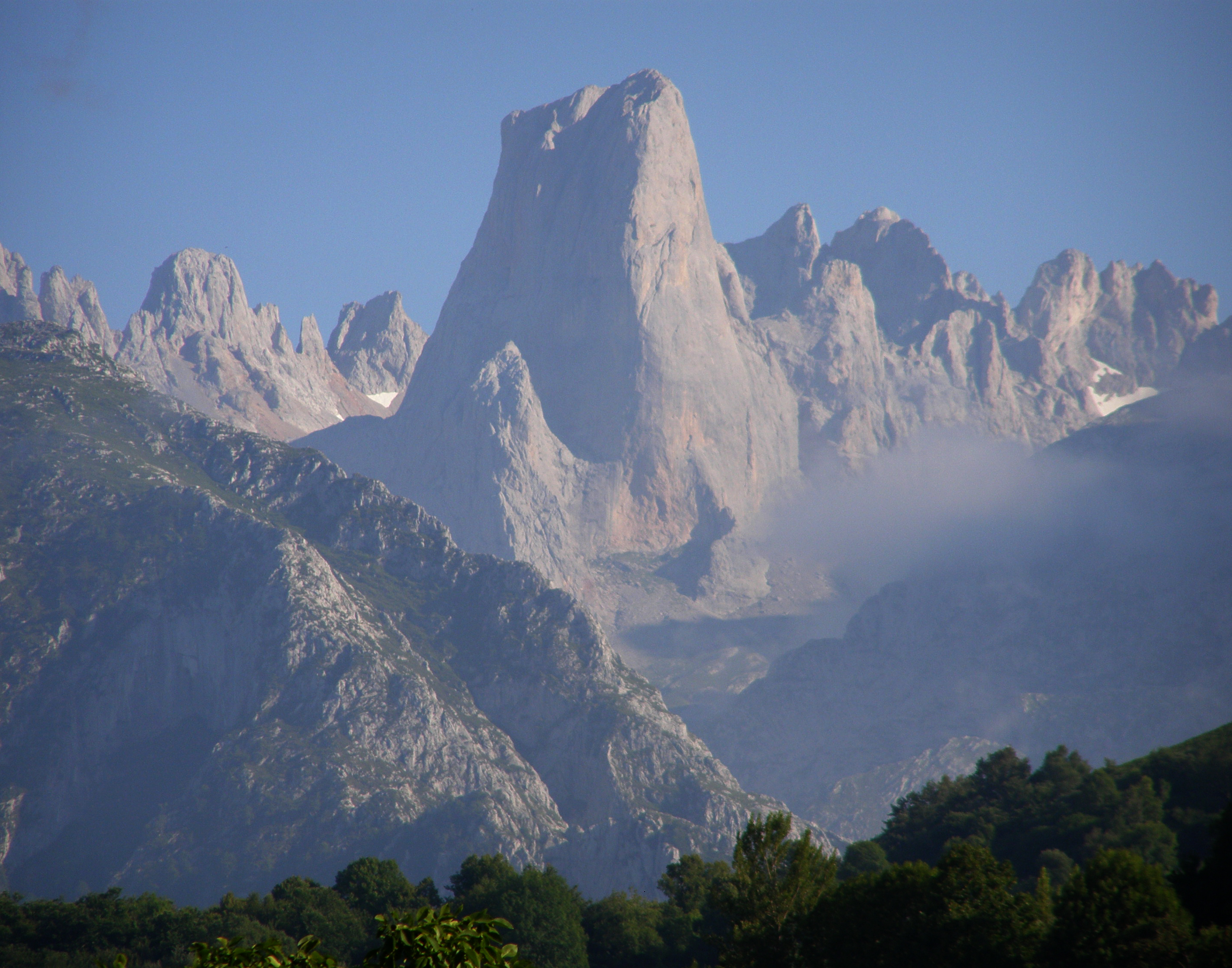
Naranjo de Bulnes (Picu Urriellu), 2518 m.

Les pics d'Europe (en espagnol : Picos de Europa, souvent appelés Los Picos), massif le plus élevé de la cordillère Cantabrique culminant au Torre de Cerredo (2 649 m), sont situés entre les provinces des Asturies, León et la Cantabrie, à une trentaine de kilomètres de la mer. Ce massif est le prolongement des Pyrénées en terres cantabriques.

## Toponymie
Pour les marins venant de l'ouest sur l'océan Atlantique qui naviguaient à vue, Los Picos étaient les premières terres visibles à l'horizon, ce qui explique l'origine du nom.

## Géographie

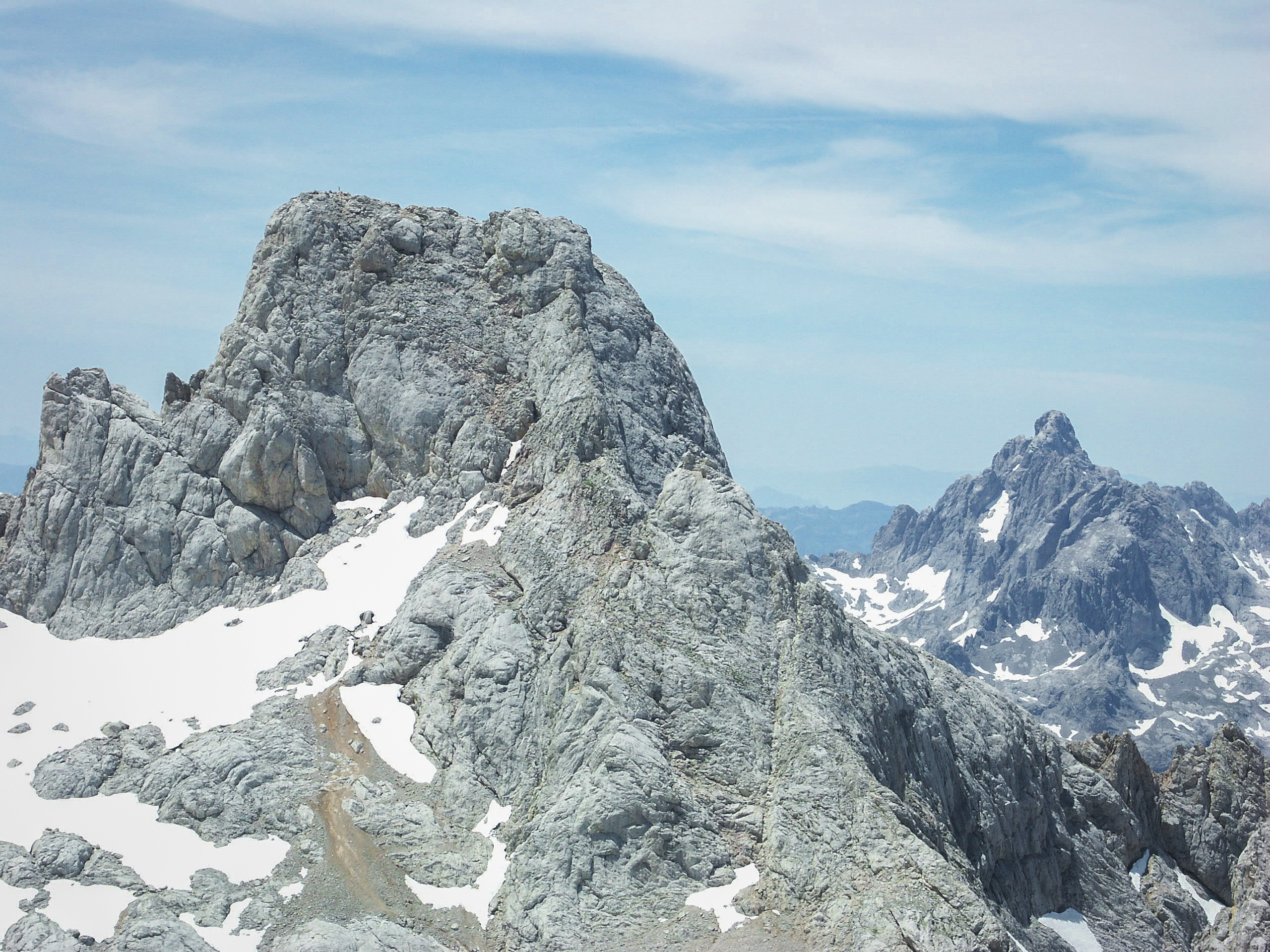
Vue des pics d'Europe.

Ils sont encadrés au nord par la sierra de Cuera et la sierra del Escudo, au sud par la sierra de Alba et à l'ouest par la sierra de Ave. Les dimensions approximatives du massif sont de 40 km de longueur (est-ouest) par 20 km de large (nord-sud) et une superficie de 500 km2.
L'Èbre, qui draine toutes les rivières du sud des Pyrénées, y prend sa source.
Les principaux sommets sont :
- Torre de Cerredo (2 649 m) ;
- Peña Vieja (2 614 m) ;
- Torre Santa (2 596 m) ;
- Naranjo de Bulnes (2 518 m).

Des gorges creusées par des torrents aux eaux poissonneuses circonscrivent ce bloc de calcaires primitifs et l'entaillent, le découpant en trois massifs, Occidental (ou Cornión), Central (ou Los Urrieles) et Oriental (ou Andara). Des défilés impressionnants cohabitent ainsi avec les hauts sommets dentelés par l'érosion et coiffés de neige qui constituent un magnifique fond de décor.
Le Torre de Cerredo, ou de Torrecerredo, avec ses 2 649 m, est le sommet le plus haut des pics d'Europe.
Le versant sud, au profil adouci, s'ouvre sur des paysages moins escarpés mais plus sévères.
Ses principaux cours d'eau sont :
- le Río Sella, qui arrose Cangas de Onís ;
- le Cares ;
- le Río Deva.

La majorité des cours d'eau qui parcourent les pics d'Europe sont dans des gorges très étroites.
Au niveau géologique, les pics d'Europe sont formés de couches calcaires de l'ère primaire empilées à la suite de chevauchements datant de l'orogenèse varisque. L'érosion y a creusé des gorges aux parois verticales qui ont conféré aux pics d'Europe un aspect montagnard. De modestes glaciations ont occupé à deux reprises le massif qui ont laissé leur empreinte dans le relief.

## Histoire
La localité de Covadonga, sa grotte sacrée et son sanctuaire sont une porte d'entrée vers la chaîne de montagnes des pics d'Europe. En 722, Covadonga est le théâtre d'une bataille historique où les Maures sont pour la première fois repoussés en Espagne par les troupes de Pélage le Conquérant.
L'alpinisme hispanique a vu le jour dans les pics d'Europe au XIXe siècle. Les premières explorations partielles sont le fait de Guillermo Schultz, ingénieur des mines espagnol, à partir de 1844 et de D. Casiano de Prates en 1851.
À partir de 1890, le comte Aymar de Saint-Saud, pyrénéiste et topographe français, entame l'exploration systématique du massif. Saint-Saud réalise la première de la Peña Vieja (2 615 m), de la Tabla de Lechugales (2 445 m) et de la pica de Peñamellera (765 m). En 1892, il gravit la Torre de Cerredo (2 642 m) avec Paul Labrouche et le guide François Bernat-Salles. En 1894 paraît dans l’annuaire du CAF sa carte des pics d'Europe au 100 000e. Saint-Saud y retourne en 1906, 1907 et 1908 pour compléter ses observations.
Le 5 août 1904, Don Pedro Pidal, marquis de Villaviciosa, et son guide Gregorio Perez réalisent l'ascension du Naranjo de Bulnes, monolithe de calcaire comportant des passages de 5e degré. En 1924, la voie normale actuelle de ce sommet a été ouverte sur le versant sud par Victor Martinez. En 1962, la face ouest, haute de 600 m, a été ouverte par Ernesto Navarro et Alberto Rabadà.
La Peña Vieja et la Torre Santa recèlent de nombreuses autres voies d'escalade hautes de 600 à 800 m de haut.
Le 22 juillet 1918, le gouvernement espagnol crée le premier parc national d'Espagne sous le nom de « Montagne de Covadonga ». En 1955, la superficie du parc est élargie, la portant à 64 440 ha. Le parc est alors rebaptisé « Parc national des pics d'Europe ».
Le 30 mai 1995, est créé le parc national des pics d'Europe qui intègre le parc national existant élargi.

## Activités

### Protection environnementale
Le parc national des pics d'Europe est classé réserve de biosphère.

### Ressources naturelles et artisanales
On y retrouve des activités traditionnelles : élevage, charcuterie, fabrication du « cabrales » et du Queso Picón Bejes-Tresviso (fromages bleus à base de lait de vache ou d'un mélange de laits de vache, brebis et chèvre, affinés en caves naturelles). Le massif a également quelques ressources minières (minerais de zinc) dont l'exploitation, commencée en 1840, a cessé au milieu du XXe siècle.

### Chasse
Les pics d'Europe constituent une réserve de chasse (Reserva Nacional de Los Picos de Europa) où celle-ci est strictement réglementée.

### Sites touristiques

#### Défilé de Hermida
La grande curiosité de ce parcours est le défilé qui s'étend sur 20 km de part et d'autre du bassin où se loge le hameau de la Hermida. Le fleuve Deva a exploité ici tous les points de moindre résistance de la paroi, ce qui donne un tracé caractéristique en dents de scie.

#### Liébana
Dans la région de Potes, la Liébana bénéficie d'un climat privilégié à l'abri des vents du nord-ouest : on y rencontre des plantations d'arbres fruitiers (noisetiers, cerisiers, néfliers) tandis que la vigne s'est installée à mi-pente des terrasses.

#### Sentier du Cares
Le sentier du Cares longe le Cares situé dans une gorge étroite appelée gorge divine. D'abord construit comme chemin d'entretien d'un canal, il est devenu un des chemins de randonnée les plus célèbres et les plus spectaculaires du Nord de l'Espagne.